# Липар (часопис)
Липар: часопис за књижевност, језик, уметност и културу је научни часопиc. Година почетка излажења је 1999. Објављује радове из књижевности, језика, уметности, и културе. Издавач је Универзитет у Крагујевцу. 

## О часопису
Липар: часопис за књижевност, језик, уметност и културу објављује научне радове из области књижевности, језика, уметности, филозофије и културологије, чији је издавач Универзитет у Крагујевцу. Часопис је категоризован категоријом М52 од стране Министарства просвете, науке и технолошког развоја Републике Србије.

## Историјат и данашње стање
Часопис Липар је основан 1999. године на Универзитету у Крагујевцу. Циљ првог уредништва је било оснивање књижевног часописа који ће првенствено бити намењен студентима Филолошко-уметничког факултета. Од 2012. године Липар постаје научни часопис, у којем, пре свих, објављују докторанди крагујевачког Универзитета. Исте године добија и званичан веб-сајт, на којем постоји дигитална архива, од броја 47 до последњег текућег броја, где је сваки рад могуће читати и појединачно. 

## Периоди излажења
Часопис Липар објављује три броја годишње.

## Уредници
- Димитрије Николајевић, 1999. година (закључно са бројем 46)[3]
- др Часлав Николић, од 2012. године (почев од броја 47)[3]

## Оперативни уредник
- др Јелена Арсенијевић Митрић, од 2012. године (од броја 47) [3]

## Теме
- лингвистика
- књижевност
- теорија уметности
- филозофија
- културологија
- педагогија
- методика наставе

## Формат
Формат часописа је мењан три пута. Од бр. 1 до бр. 12 (1999–2002) био је 29x20 cm, од бр. 13 до бр. 26/27 (2002–2006) био је 26x21 cm, а од бр. 28- (2006- ) формат је 24x16 cm

## Индексирање у базама података
- CEEOL
- World Cat